# Pedro Vélez de Guevara
El prior Pedro Vélez de Guevara (Toledo, 1529/1530 – Sevilla, 1591) fue un humanista, jurista, erudito y filósofo que desempeñó un papel muy importante en la cultura sevillana de la segunda mitad del siglo XVI. El hecho de que escribió la mayor parte de su obra en latín y de que su actividad tuvo lugar generalmente entre bambalinas ha relegado su figura al olvido.

## Biografía
De acuerdo con su epitafio fúnebre (véase infra) nació en 1529/1530. Su padre era Hernando (o Fernando) de Guevara (ca. 1485-1546), influyente miembro del Consejo Real bajo Carlos V. Su tío, el famoso franciscano Antonio de Guevara, obispo y predicador imperial, escritor celebérrimo en su tiempo, autor, entre otras muchas obras, de uno de los best-sellers de la época: el Menosprecio de corte y alabanza de aldea. Gracias sin duda a la influencia de ambos en la Corte Vélez de Guevara fue nombrado en 1546  Prior de las Ermitas del rico arzobispado de Sevilla, cargo que lo ligó a esta ciudad hasta el fin de su vida. Tras una estancia inicial en la Universidad de Alcalá estudió Derecho en la de Salamanca. En 1565-66 actuó como secretario del Concilio Compostelano, celebrado en Salamanca para incorporar al gobierno de la archidiócesis las disposiciones del Concilio de Trento. 
En 1568 el arzobispo de Sevilla e inquisidor general Fernando de Valdés (1483-1568), protector suyo, lo nombra provisor de la archidiócesis, esto es, su sustituto durante sus ausencias. Ello convertía a Vélez de Guevara en uno de los varones más poderosos e influyentes de la Iglesia sevillana. En 1570 afianza su posición con el cargo de canónigo doctoral, que mantendría hasta su muerte.
Durante el arzobispado de Cristóbal de Rojas y Sandoval (1572-1580), en las fuertes tensiones que se producen entre el prelado y el Cabildo a cuenta de la aplicación de los decretos tridentinos, que representaban el fin de numerosos privilegios de los canónigos, Vélez desempeña un papel de mediador, que a veces deriva decididamente en apoyo de los segundos.
Una personalidad como Vélez de Guevara, descendiente de familia preclara, exquisitamente educado e inmejorablemente relacionado, tenía una proyección natural que trascendía el marco sevillano. Sin embargo, sus aspiraciones resultaron frustradas. No logró hacia 1577 un puesto en la Corte, pese al apoyo de su amigo Benito Arias Montano; tampoco, hacia 1581, el obispado de Mondoñedo, ni el cargo de “maestro de su Alteza”, para los que se barajó su nombre. La razón de ello fue la “falta de limpieza” de su linaje:  cada vez que sonaba su nombre para una promoción afloraba la noticia del origen converso de su familia materna. El propio arzobispo de Sevilla, Rodrigo de Castro, se encargó de alertar de ello a la Corte en 1582.
Dejó un hijo natural, al que reconoció y educó con esmero. Murió el 17.1.1591. Su tumba, en la Capilla de la Antigua de la Catedral de Sevilla, ha desaparecido. Su lauda sepulcral se ha conservado gracias a que fue copiada por el racionero Porras de la Cámara. El autor de ella, con toda probabilidad su gran amigo el licenciado Francisco Pacheco (1535-1599), traza del prior un retrato moral en el que destaca su cultura, piedad y afabilidad, así como su jovialidad y buena gracia.

El único poema de Vélez de Guevara que ha llegado a nosotros corrobora este talante personal. Se trata de una epístola poética, titulada “Saturnales”, en la que dirige al poeta Fernando de Herrera una serie de consejos para vivir bien. Su mensaje engloba dos ideales: el primero, de carácter epicúreo y hedonista, es el de aprovechar los placeres que ofrece la vida, evitando lo que nos aparta de ellos; el segundo, de naturaleza estoica, mantener el espíritu a salvo de las pasiones capaces de alterarlo, como el miedo y la esperanza. Sirvan de muestra estos fragmentos:

¡Oh, qué curiosidad tan escusada,
qué necio secadero de cabeza,
no ver ni conocer lo que tenemos
presente y lo tocamos con las manos,
y fatigarnos por lo ya pasado,
que es imposible ya que no haya sido,
y levantar figuras sin juicio,
sin sentido, sin lengua, que nos digan
los bienes y los daños venideros,
para llorar el mal antes que venga
o estar colgados de esperanzas vanas!
Señor Herrera, llegados son los días
en que se publicó la buena nueva
de paz al mundo y vida a los mortales:
¡afuera melarquías, cuidados tristes,
dad lugar al contento y alegría! [vv. 16-31][...]
Las guitarras y harpas y tonadas
que salen cada día de mil suertes
(si bien para el primor de vuestro gusto
son cosas baladíes, de poco precio),
no me neguéis que rascan los oídos
y se sienten cosquillas en oírlas
que a los más mesurados alborozan.
Bástenle a cada tiempo sus zozobras;
meted los buenos días en vuestra casa;
procurad alcanzar el buen bocado,
el vino sin adobo, trasañejo,
la mesa limpia, cama perfumada.
Y si se tarda el agua, si la flota
invierna y se detiene en La Habana;
si arman, si desarman los Ingleses;
si Bretaña nos quiere o no nos quiere,
¿qué podéis vos hacer a todo eso? [vv. 54-70][...]
No toque en lo vedado el apetito;
llévense con paciencia los trabajos
según las ocasiones de los tiempos;
y, entre tanto, gocemos de los bienes
que la naturaleza nos produce. [vv. 76-80]

## Amigos
Pedro Vélez de Guevara destaca por su extensa red de amistades. Pueden clasificarse en varios ámbitos. Al entorno sevillano pertenecen el biblista Benito Arias Montano (1527-1598), que le dedicó una apasionada oda, el canónico Luciano de Negrón (1540-1606), con quien colabora estrechamente en el gobierno de la archidiócesis, el licenciado Francisco Pacheco (1535-1599), que le dedicó sus dos Sermones morales, y el poeta Fernando de Herrera (1534-1597), a quien dirige el mencionado poema “Saturnales”. Otras amistades deben remontar al periodo salmantino, como el biblista Juan del Caño (1521-1538). Un particular grupo de varones cuya amistad se esforzó por mantener está conformado por una serie de eclesiásticos llamados a ser influyentes prelados, como Juan de Ribera (1532-1611), Diego de Simancas (1513-1583) o Bernardo de Rojas Sandoval (1546-1618).  Otro grupo lo forman importantes eruditos afincados en Roma, como Pedro Chacón (1525-1581), Luis de Castilla (†1618), también conocido como Luis César,  o el helenista Gonzalo Ponce de León (designado otras veces como Gonzalo Mariño de Ribera), quien le dirigió un vibrante elogio al frente de su edición comentada del Physiologus (Roma, 1587). Una de las razones de la importancia de Vélez de Guevara para la cultura de Sevilla es su contribución a interrelacionar el círculo de humanistas de esta ciudad con otros como los de Salamanca o Roma. Todo ello ha quedado documentado en su Epistolario.

## Obras
•	Selectae sententiae (“Sentencias selectas”; ¿Salamanca?, 1557). Escrita en latín, es un comentario, a imitación de las Paradojas de Cicerón, sobre seis máximas de la filosofía estoica, aplicándolas a un contexto ya cristiano.
•	Ad legem primam Digestorum libri VI. Eiusdem Ad titulum de officio praesidis commentarii. De diffinitione doli mali, liber singularis (“Seis libros sobre la ley primera del Digesto. Del mismo [autor], comentarios al título sobre las funciones del presidente. Libro único sobre la definición del ‘dolo malo’”; Salamanca, Matías Gast, 1569). También escrita en latín,  consiste en la publicación conjunta de los tres tratados jurídicos expresados en el título. 
•	Marci Tullii Ciceronis, ‘Topica’, Petri Velleii Gueuarae notis explicata (“‘Los tópicos’ de Marco Tulio Cicerón explicados con las anotaciones de Pedro Vélez de Guevara”; Sevilla, 1573). Se trata de un comentario de carácter filológico, concebido para uso de estudiantes y redactado en latín, de los Topica, una obra de Cicerón dedicada a los lugares comunes de la argumentación en la oratoria forense.
•	“Coena Romana”. Es una versión libre al castellano del De Triclinio (Roma, 1588) de su amigo el humanista Pedro Chacón. Consiste en un tratado de erudición sobre la comida en la Roma antigua. Escrito en castellano (pese al título que ostenta), se nos ha transmitido en una copia manuscrita conservada en la Biblioteca Nacional de Francia.
•	“Saturnales”. Es, como se ha indicado antes, una epístola poética de ochenta versos, en endecasílabos blancos, dirigida al poeta Fernando de Herrera, con consejos para vivir la vida felizmente. Se nos ha transmitido en dos copias manuscritas conservadas respectivamente en la Biblioteca de la Real Academia de la Historia (Madrid) y la Real Academia Española.
•	Epistolario. Se trata de una colección de cincuenta y ocho misivas (cincuenta escritas por Vélez; el resto, dirigidas a él), todas en latín, escritas entre 1566 y 1590. Las hay oficiales (dirigidas a papas e instituciones eclesiásticas) y privadas; entre los destinatarios de estas últimas hay prelados (Juan Manuel de la Cerda, obispo de Zamora, Diego de Simancas, obispo de Ciudad Rodrigo; Bernardo de Rojas Sandoval, futuro arzobispo de Toledo), altos funcionarios de la monarquía (Antonio de Padilla y Meneses, presidente del Consejo Real de Órdenes), personalidades del mundo académico (Juan del Caño, el Brocense, el maestro Martín de Segura, Domingo de Soto), amigos del círculo humanista de Sevilla (Luciano de Negrón, el licenciado Francisco Pacheco) y jóvenes estudiantes protegidos por Vélez de Guevara (entre ellos Francisco Morovelli de Puebla). Tienen gran valor por mostrar las múltiples facetas de un humanista de su época: su esfuerzo por hallar acomodo en las redes clientelares de los poderosos de la Monarquía, su lucha por labrarse un lugar en la res publica litterarum, su día a día en el círculo humanista hispalense, su protección de estudiantes prometedores, a los que dirige interesantes recomendaciones morales y académicas. Se nos ha transmitido en un ejemplar autógrafo conservado en la Biblioteca March de Palma de Mallorca; recientemente ha sido editado y traducido (Lazure – Pozuelo Calero, 2014).
Además tenemos noticia de dos obras perdidas:
•	Buena Monja, sobre la instrucción o la institución de la virgen consagrada a Dios. La menciona Nicolás Antonio (1783-1788, II 248) como publicada en 1587 en Sevilla, en la imprenta de Juan de León.
•	Una traducción española del tratado dirigido por Sinesio de Cirene al emperador Arcadio sobre el buen gobierno y la buena administración. De esta obra sólo nos ha llegado la licencia para su publicación, fechada en 1590 y conservada en el Archivo de Simancas.